# الوحدة في التنوع

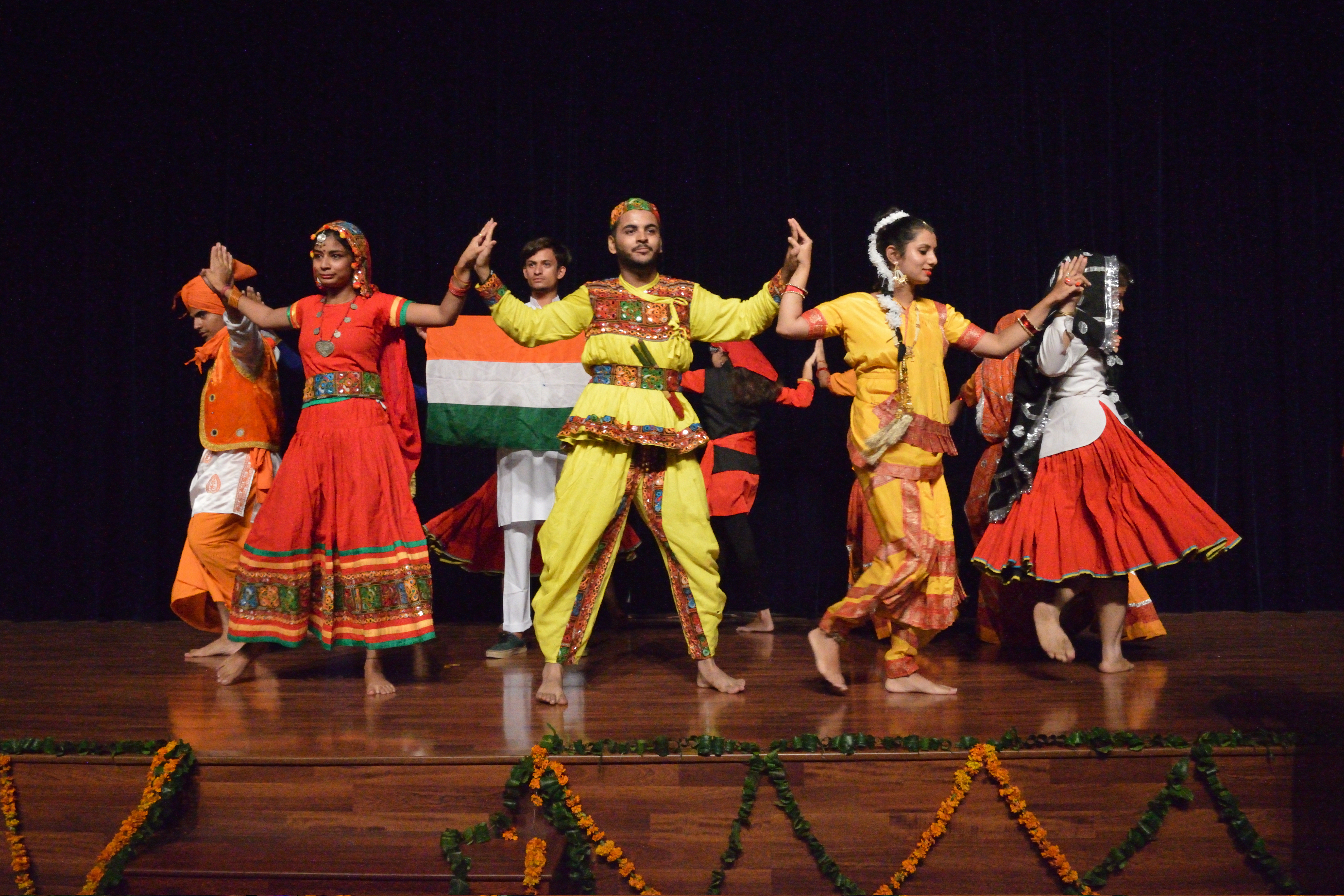
المشاركون في مؤتمر مؤتمر ويكيبيديا في الهند 2016 يؤدون رقصة بعنوان "الوحدة في التنوع".

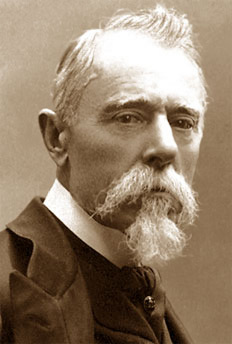
تبنى الإيطالي إرنستو تيودورو مونيتا، الحائز على جائزة نوبل للسلام، شعار في التنوع، الوئام" أو "في التنوع، الوحدة".

يُستخدم مصطلح الوحدة في التنوع (بالإنجليزية: Unity in diversity) كتعبير عن الانسجام والوحدة بين الأفراد أو الجماعات المختلفة عن بعضها. إنه مفهوم "الوحدة بدون توحيد والتنوع بدون تفتيت" الذي يغير التركيز من الوحدة القائمة على مجرد التسامح مع الاختلافات الجسدية والثقافية واللغوية والاجتماعية والدينية والسياسية والفكرية و/أو النفسية إلى وحدة أكثر تعقيداً تقوم على فهم أن الاختلاف يثري التفاعلات الإنسانية. والفكرة والعبارة المرتبطة بها قديمة جداً وتعود إلى العصور القديمة في الثقافات الشرقية والغربية. ولها تطبيقات في العديد من المجالات، بما في ذلك علم البيئة وعلم الكون والفلسفة، والدين والسياسية.

## الأصول
يمكن إرجاع مفهوم الوحدة في التنوع إلى الفيلسوف الصوفي ابن العربي (1165-1240)، الذي قدم المفهوم الميتافيزيقي لـ " وحدة الوجود "، أي أن الواقع واحد، وأن الله هو الوجود الحقيقي الوحيد. كل الكائنات الأخرى هي مجرد ظلال أو انعكاسات لصفات الله.  توسع عبد الكريم الجيلي (1366-1424) في عمل العربي، مستخدمًا إياه لوصف نظرة شمولية للكون تعكس "الوحدة في التنوع والتنوع في الوحدة" ( الوحدة في الكثرة والكثرة في الوحدة).
استخدم غوتفريد لايبنتس عبارة "الوحدة في التنوع" كتعريف لكلمة "الانسجام" في كتابه "عناصر التقوى الحقيقية، أو عن محبة الرب"وأوضح لايبنتس تعريفه بأن "الانسجام" يحدث عندما تعود العديد من الأشياء إلى نوع من الوحدة. ويراد بهذا أن الانسجام يتحقق عندما تتمكن الأشياء المختلفة من العودة إلى وحدتها الأساسية بالرغم من تنوعها.

## المعتقدات الدينية
تحتوي القصيدة الجاويةالقديمة كاكاوين سوتاسوما (قصيدة) [الإنجليزية]، التي كتبها مبو تانتولار [الإنجليزية] في عهد إمبراطورية ماجاباهيت في وقت ما من القرن الرابع عشر، على عبارة (Bhinneka Tunggal Ika)، والتي تُرجمت على أنها "الوحدة في التنوع". القصيدة جديرة بالملاحظة لأنها تعزز التسامح بين الهندوس (خاصة الشيفاوية) والبوذيين، مشيرة إلى أنه على الرغم من اختلاف بوذا وشيفا من حيث الجوهر، فإن حقائقهما واحدة:[بحاجة لمصدر]
يُقال إن البوذا المشهور وشيفا هما جوهران مختلفتان.
هما مختلفان حقًا، ولكن كيف يمكن التعرف على الفرق بنظرة واحدة،
فحقيقة الجينا (البوذا) وحقيقة شيفا هي واحدة.
فهما مختلفان حقًا، ولكنهما من نوع واحد، حيث لا يوجد تثنية في الحقيقة.
الوحدة في التنوع مبدأ بارز من مبادئ الدين البهائي، ففي عام 1938، قال شوقي أفندي رباني، رئيس البهائيين، في كتابه أن "الوحدة في التنوع" هي "شعار" الدين.  وشرح قبله عبد البهاء، رئيس البهائيين من عام 1892 إلى عام 1921، هذا المبدأ من حيث وحدة الإنسانية في البهائية:
في الواقع، الجميع أعضاء في عائلة إنسانية واحدة - ورب رباني واحد. يمكن مقارنة الإنسانية بأزهار متعددة الألوان في حديقة واحدة. هناك وحدة في التنوع. كل عنصر يزيد من جمال الآخر ويعززه.
في "الإعلان النهائي" للمعلم الروحي الهندي مهير بابا، أعلن أن "الوحدة في وسط التنوع لا يمكن أن تشعر بها إلا عند لمس نواة القلب. هذا هو العمل الذي جئت من أجله. جئت لزرع بذرة الحب في قلوبكم حتى يحدث شعور الوحدة من خلال الحب بين جميع الأمم والطوائف والفئات والطبقات في العالم على الرغم من كل التنوع السطحي الذي يجب أن تختبره وتتحمله في حياتكم المجهولة".
الوحدة في التنوع هي أيضًا شعار يستخدمه تلاميذ سوامي سيفاناندا [الإنجليزية]. جاؤوا إلى أمريكا لنشر المعنى الحقيقي للوحدة في التنوع. أننا جميعًا في واحد وواحد في الكل في كل محبة الله.

كتب اللاهوتي المسيحي الهولندي هيرمان بافينك أن مبادئ "الوحدة في التنوع" و"التنوع في الوحدة" كلاهما ينبعان من المذاهب المسيحية لإيماغو داي [الإنجليزية] والثالوث:
كل إنسان، بينما هو عضو في جسد البشرية ككل، هو في نفس الوقت فكرة فريدة عن الرب، لها مغزى ومصير أبديان! كل إنسان هو نفسه صورة الرب، ومع ذلك فإن هذه الصورة تتكشف بالكامل فقط في البشرية جمعاء!
- اللاهوت الإصلاحي: المجلد 2، 1895-99
يكشف لنا الرب على أنه ملء الوجود والحياة الحقيقية والجمال الأبدي. في الرب أيضًا وحدة في التنوع وتنوع في الوحدة.

 - اللاهوت الإصلاحي: المجلد 2، 1895-99

## السياسة
تم استخدام عبارة (In varietate unitas) لأول مرة في السياسة الحديثة، عندما استخدمها إرنستو تيودورو مونيتا في سياق التوحيد الإيطالي. وتعني هذه العبارة "في التنوع نجد الوحدة".

### كندا
نشر أديلارد جودبوت [الإنجليزية]، عندما كان رئيس وزراء كيبيك، مقالاً بعنوان "كندا: الوحدة في التنوع" (1943) في مجلة مجلس العلاقات الخارجية، وسأل:
كيف تجعل العلاقة الثنائية للكنديين الفرنكوفونيين منهم عنصرًا للقوة والنظام، وبالتالي من الوحدة في حضارتنا المشتركة، التي تشمل بالضرورة ليس فقط كندا والكومنولث البريطاني للأمم، ولكن أيضًا الولايات المتحدة والجمهوريات اللاتينية في أمريكا وفرنسا المحررة؟
أصبحت العبارة منذ ذلك الحين إلى حد ما عنصرًا أساسيًا في التعددية الثقافية الكندية بشكل عام.  واستدعيت العبارة في الندوة البحثية متعدد التخصصات في جامعة ويلفريد لورييه في السبعينيات. قدم إرفين لازلو ورقته البحثية بعنوان "إطار لنظرية الأنظمة العامة للنظام العالمي" (1974) كأحد أوراق الندوة الأولى التي أدت إلى إنشاء الندوة البحثية متعدد التخصصات في عام 1975. وشعار مقاطعة ساسكاتشوان [الإنجليزية]، المعتمد في عام 1986، هو تباين عن (Multis e gentibus vires) (من الشعوب العديدة، تأتي القوة).

### الاتحاد الأوروبي
في عام 2000، تبنى الاتحاد الأوروبي "متحدون في التنوع" (الاتينية: In varietate concordia) كشعار رسمي، في إشارة إلى العديد من الدول الأعضاء في الاتحاد والمتنوعة من حيث الثقافة. بصرف النظر عن شكله الإنجليزي، فإن شعار الاتحاد الأوروبي رسمي أيضًا في 23 لغة أخرى. اختيرت "الوحدة في التنوع" من خلال مسابقة شارك فيها طلاب من الدول الأعضاء. وفقًا للموقع الرسمي للاتحاد الأوروبي:
إنه يدل على كيفية اجتماع الأوروبيين معًا، في شكل الاتحاد الأوروبي، للعمل من أجل السلام والازدهار، في الوقت نفسه الاستفادة من الثروة المتعددة لثقافات وتقاليد ولغات القارة المختلفة.

### الهند
جواهر لال نهرو، أول رئيس وزراء للهند وزعيم المؤتمر الوطني الهندي، عزز بقوة الوحدة في التنوع باعتبارها مثالية ضرورية للتوحيد الوطني والتقدم. كتب مطولاً عن هذا الموضوع، واستكشفه بالتفصيل في كتابه اكتشاف الهند [الإنجليزية].
| ” | تتميز الهند بتنوعها الهائل، وهو واضح ويتجلى على السطح، ويمكن لأي شخص أن يراه. ويتعلق هذا التنوع بالمظاهر الجسدية وكذلك ببعض العادات والصفات العقلية. وعلى الرغم من وجود أوجه الاختلاف الكثيرة بين الباذنجان في الشمال الغربي والتاميل في الجنوب البعيد، إلا أنه لا يوجد الكثير من الأشياء المشتركة بينهما بشكل خارجي، وذلك بسبب اختلاف أصولهم العرقية، على الرغم من وجود خيوط مشتركة بينهما. ومع ذلك، فإنه على الرغم من هذه الاختلافات، لا يمكن الخطأ في تأثير الهند على الباشتنة، كما هو واضح على التاميل. الباشتنة والتاميل هما مثالان بارزان، والآخرون يكمنون في مكان ما بينهما. ولكل منهما ميزاته المميزة، ولجميعهما لا يزال لديهم العلامة التميزية للهند. "تنوع ووحدة الهند"، عبارة من كتاب "اكتشاف الهند" للزعيم الهندي جواهر لال نهرو عام 1946. | “ |

| ” | على الرغم من التنوع الخارجي والتنوع اللانهائي بين شعبنا، إلا أنه في كل مكان كان هناك تأثير عظيم للوحدة، الذي جعلنا نتماسك معًا عبر العصور السابقة، بغض النظر عن الصدف السياسية أو المصائب التي حلت بنا." "البحث عن الهند"، عبارة من كتاب "اكتشاف الهند" للزعيم الهندي جواهر لال نهرو عام 1946. | “ |

### إندونيسيا

يتضمن الشعار الوطني لإندونيسيا، الغارودا بانكاسيلا، شعارًا باللغة الجاوية القديمة يمكن رؤيته على الراية التي يحملها الغارودا.

(Bhinneka Tunggal Ika) هي عبارة جاوية قديمة تُرجمت على أنها "الوحدة في التنوع"، هي الشعار الوطني الرسمي لإندونيسيا.

### جنوب أفريقيا
عندما احتفل نظام الفصل العنصري في جنوب إفريقيا بمرور 20 عامًا على الاستقلال في 31 مايو 1981، كان موضوع الاحتفالات هو "الوحدة في التنوع" (بالأفريقانية: eenheid in diversiteit). استنكر النشطاء المناهضون للفصل العنصري الشعار باعتباره محاولة ساخرة لشرح عدم المساواة في حياة جنوب إفريقيا ودعوا العدائين في ماراثون الرفاق للاحتجاج على الخيار المشترك للحدث من خلال ارتداء شارة سوداء. الفائز في السباق، بروس فورديس Bruce Fordyce، كان أحد أولئك الذين يرتدون شارة سوداء. دمج المصطلح منذ ذلك الحين في ديباجة دستور جنوب إفريقيا لعام 1996 كعقيدة مركزية لجنوب إفريقيا ما بعد الفصل العنصري وهو حاليًا الشعار الوطني.

### السكان الأصليين
اعتمد مجلس القبائل جويتشين، الذي يمثل جويتشين [الإنجليزية]، وهم أحد شعوب الأمريكيين الأصليين في كندا والأثاباسكان الأصليين في ألاسكا، والذين يعيشون في الجزء الشمالي الغربي من أمريكا الشمالية، ومعظمهم يعيشون فوق الدائرة القطبية، شعار "الوحدة من خلال التنوع".

## مقالات ذات صلة
- التنوع الثقافي
- واحد من الكثرة
- مجتمع عادل